# 白金漢縣 (維吉尼亞州)
白金漢縣（英語：Buckingham County）是美國維吉尼亞州中部的一個縣。面積1,504平方公里。根據美國2000年人口普查，共有人口15,623人。縣治白金漢（Buckingham）。
成立於1758年9月14日。縣名可能來自白金漢郡或眾多白金漢公爵之一，最可能的是約翰·設菲爾德，第一代白金漢和諾曼第公爵。